# Bulbophyllum savaiense
Bulbophyllum savaiense là một loài phong lan thuộc chi Bulbophyllum.